# 劉振忠
劉 振忠（りゅう しんちゅう、1951年5月13日 - ） は、台湾のカトリック教会大司教で、カトリック高雄教区の現任の司教である。洗礼名は「ペトロ」。
輔仁大学、高雄明誠中学、屏東新基中学の董事長、静宜大学、文藻外語大学の董事、保健従事者評議会顧問、高雄市明誠中学チャプレンを務める。

## 経歴
- 1951年 - 5月13日、台湾 嘉義県大林鎮生まれ、同年6月15日受洗。
- 1980年 - 4月13日、斗六市正心中学で司祭叙階、嘉義カテドラル助任司祭に就任。
- 1985年 - 7月、ローマ ウルバノ大学で教会法を専攻。
- 1987年 - 6月、教会法修士学位を取得。
- 1988年 - 3月、斗六聖心修道院院長に就任。同年9月 - 正心中学の「公民と倫理」教師を兼任。
- 1993年 - 8月、正心中学の総務主任を兼任。
- 1994年 - 7月1日、教皇ヨハネ・パウロ2世により嘉義教区司教に任命。同年9月28日、斗六正心中学で着座式を行う。
- 2004年 - 7月5日、教皇ヨハネ・パウロ2世により高雄教区補佐司教に任命、同年8月29日高雄 玫瑰聖母聖殿司教座堂で就任。
- 2006年 - 1月5日、高雄教区司教を引き継ぐ。
- 2009年 - 11月21日、教皇ベネディクト16 世 により大司教に任ぜられる。